# Rudy Marra
Rodolfo Giovanni Marra, noto come Rudy Marra (Galatina, 2 settembre 1964), è un cantautore e scrittore italiano.

## Biografia
Nel 1980 inizia a suonare in un gruppo punk formato con alcuni amici; dopo aver conseguito la laurea in sociologia all'Università di Urbino si dedica all'attività di cantautore, ottenendo un contratto con la Dischi Ricordi e pubblicando nel 1986 il suo primo 45 giri, che passa inosservato, ma gli consente la sua prima apparizione televisiva su RAI 1 che riprende in diretta "La Vela d'oro e d'argento", tradizionale kermesse di presentazione dei programmi televisivi.
Dopo qualche anno di attività dal vivo, senza incisioni discografiche, passa alla Sony Music e nel 1991 partecipa al Festival di Sanremo con la canzone Gaetano, scritta in collaborazione con Attilio Pace e Mauro Spina: viene eliminato, ma vince il Premio della critica per le nuove proposte. La canzone ottiene un discreto successo, così come l'album che la contiene, Com'eravamo stupidi (prodotto da Marco Marati e con la produzione artistica di Mauro Spina e Stefano Melone), che contiene tra le altre Gino & Fausto, canzone dedicata a Gino Bartali e Fausto Coppi usata come sigla dei notiziari sul Giro d'Italia in quegli anni sulle reti Mediaset. Realizza anche il suo primo videoclip proprio sulla canzone presentata a SanRemo e per molto tempo è nel top della classifica della sezione italiana dell'emittente Videomusic.
Passa quindi alla Polydor e pubblica nel 1995 il suo secondo album, Sopa d'amour, prodotto da Mauro Spina, lanciato dal singolo Sono felice ed il videoclip relativo alla canzone è realizzato, su soggetto dello stesso Rudy Marra, con la regia di un giovane Luca Lucini. Forma inoltre la Sopaband, il gruppo che lo accompagna in tour, comprese le date della Max Generation di quell'anno che portano in giro per tutta Italia le migliori nuove realtà della musica italiana rock e d'autore.
Collabora poi con Cristiano De André, per cui scrive le strofe della canzone Sapevo il credo (contenuta nell'album Scaramante); scrive inoltre buona parte delle canzoni dell'album "Sto bene al mondo" del 2003 di Tosca, tra cui Carlo e Alice con la collaborazione di Stefano Melone.
Nel 2002 pubblica il terzo album, Le parole d'amore, che viene distribuito solo in Francia, a cui seguono alcuni concerti. È un album che raccoglie il meglio dei primi due dischi più tre inediti, tra cui "Ciao Luigi", canzone dedicata alla storia d'amore di Luigi Tenco e Dalida.
Nel 2006, anticipato dall'EP Amore di contrabbando, pubblica il suo quarto album, Sono un genio ma non lo dimostro, prodotto dallo stesso Rudy e da Stefano Melone, grazie al quale nel 2007 vince il Premio Giorgio Lo Cascio e nel gennaio 2008 si aggiudica per il miglior album anche il premio Mariposa ad Isola delle Femmine - Palermo.
In particolare il brano Trompe l'oeil (facciamo finta) viene trasmessa sulle radio nazionali; nella canzone Ognuno pensi per sé, suona la Banda Osiris. Per questo album vengono prodotti tre videoclip con la regia di Fernando Maraghini ed Erica Pacileo: il primo è per "Amore di Contrabbando", gli altri due per la canzone "Trompe l'oeil". I tre video non passano per le emittenti tradizionali, ma solo su web e sui canali satellitari.
Nel 2007 le edizioni Zona pubblicano L'utente potrebbe avere il terminale spento, il suo primo romanzo, un racconto tragicomico e surreale sul tema della Comunicazione, sua vera passione, per studi fatti e per esperienza sul campo. Nel 2015 sempre Zona edizioni esce il racconto breve "Le facce". 
Nel 2011 uno speciale progetto live "C'è da bruciare tutto!" che lui stesso definisce di "free punkluezz" cioè un miscuglio di alternative rock, free jazz, blues e altro, nel quale sperimenta suoni duri e baritonali. Porta in giro 14 canzoni inedite oltre qualche riadattamento di suoi vecchi classici e la riproposizione di "Piccoli dettagli", brano scritto per Giusy Ferreri. In scaletta anche un adattamento di "Buena", brano dei Morphine contenuto nell'album Cure of pain. Il tour live prende inizio a metà del mese di maggio 2011 in alcuni club del nord Italia con una formazione tutta italiana. Da luglio, inserisce nella band il sassofonista Dana Colley da Boston, cofondatore dei Morphine. Il tour diventa di Rudy&The M.O.B. feat Dana Colley. La collaborazione con Dana Colley  si ripropone il 7 agosto 2011 per un concerto tributo a Mark Sandman, morto a Palestrina durante un tour dei Morphine nel 1999.
È docente della sezione Canzone dell'Officina delle Arti Pier Paolo Pasolini, progetto di alta formazione della Regione Lazio nell'ambito della canzone, del teatro e del multimediale, coordinato rispettivamente da Tosca, Massimo Venturiello e Simona Banchi, in cui si accede per bando pubblico.

## Discografia

### Album in studio
- 1991: Com'eravamo stupidi
- 1995: Sopa d'amour
- 2002: Le parole dell'amore
- 2007: Sono un genio ma non lo dimostro
- 2023: Morfina

### Album dal vivo
- 2011: C'è da bruciare tutto! Live in ca'di Ferra - Rudy&the M.O.B. feat Dana Colley

### EP
- 2006: Amore di contrabbando

### Singoli
- 1986: Telefonami/Prima o poi me la paghi
- 1991: Gaetano